# Santa Cecilia de Voltregá
Santa Cecilia de Voltregá (en catalán y oficialmente, Santa Cecília de Voltregà) es un municipio español de la comarca de Osona (Barcelona), situado en el valle de la riera de  Sorreigs y junto a la sierra del castillo de Voltregá. 

## Demografía
Santa Cecilia de Voltregá cuenta con una población de 192 habitantes (INE 2024).
| Gráfica de evolución demográfica de Santa Cecilia de Voltregá entre 1842 y 2021                                       |
| |
| Población de derecho según los censos de población del INE. Población de hecho según los censos de población del INE. |

| 1900 | 1930 | 1950 | 1970 | 1981 | 1986 | 2006 |
| ---- | ---- | ---- | ---- | ---- | ---- | ---- |
| 191  | 303  | 283  | 198  | 194  | 188  | 199  |

## Comunicaciones
La carretera local BV4602 conecta el término municipal con la C-17.

## Economía
Agricultura de secano y ganadería.

## Historia
La iglesia de Santa Cecilia aparece documentada por primera vez en 997. En 1100 aparece documentada con el nombre de Mocones y en 1150 como de Galligants.

## Lugares de interés
- Iglesia de Santa Cecilia, de origen románico, muy modificada.
- Gorg Negre, salto de agua en la riera de Sorreigs, asociado a varias leyendas fantásticas.